# 영상물보호위원회

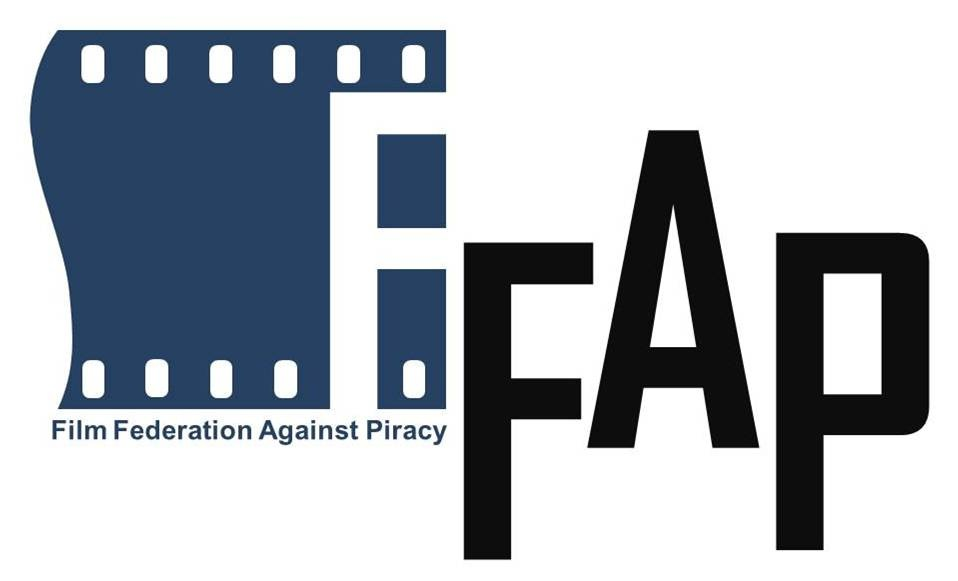
영상물보호위원회 로고

영상물보호위원회(映像物保護委員會, Film Federation Against Piracy, FFAP)는 만연하고 있는 온/오프라인 상 불법복제에 적극적으로 대응하기 위해 사단법인 한국영상산업협회와 ㈜미디어플렉스, 씨제이엔터테인먼트㈜, Warner Bros. Entertainment Inc를 포함한 다수의 실질적인 저작권자로 구성된 위원회로서, 총 19개의 회원 기업으로 구성되어 있다.
저작권 침해를 행하는 불특정 다수의 특수한 유형의 OSP에 대한 민/형사상 소송과 합법화를 위한 기술 보호조치 요청 등을 병행, 영화 저작물에 관한 권리 보호를 위한 업무를 수행하는 영화 업계의 저작권 보호 총체이다.
영상물보호위원회는 위원장(신한성) 이하 크게 침해대응본부(본부장 김의수)와 커뮤니케이션 및 대외협력 본부(본부장 김판희)로 삼각 구도의 조직으로 운영되고 있으며, 온라인 상에서의 불법복제에 대한 대응과 함께 특수한 유형의 OSP들에 대한 정화사업을 통한 합법 컨텐츠 유통을 위해 지속적으로 노력하고 있다. 또한, 불법복제에 대한 대응활동 이외에 침체된 영화 산업의 활성화를 위해 활동하고 있으며, '굿다운로더캠페인' 지원 및 각종 세미나 개최, 대국민 홍보활동 및 정책 개발 연구 등을 진행하고 있다.

## 주요 연혁
- 2007년 총 19개 영화 저작권리사 공동 투자로 설립. 초기 ‘불법복제 방지를 위한 영화인협의회’ 이름으로 발족.
- 2007년 형사고소 조치를 통한 특수한 유형 OSP 기술적 조치 탑재 강화 및 합법 유통 성과 (국내 최초 저작권법 상에서의 OSP 실형 선고 사례 구축)
- 2008년 영화 업계 합의추진협의체 구성 (OSP 법적 조치를 통한 침해 배상 및 재발방지조치 가이드라인 및 합법 유통 가이드라인 체결/합의)
- 2009년 영상물보호위원회(FFAP) 개명
- 2010년 컨텐츠산업총연합 결성 (디지털 콘텐츠 업계 저작권 보호 연합체 설립) 및 위원회장 취임
- 2012년 전기통신사업법 개정으로 웹하드 등록제 시행, 기타 영화 업계 대변 정책 지원, 교육 캠페인, 침해대응 및 법적 분쟁 해소 대표 기관으로 활동 중